# Dennis McGee
Dennis McGee (Bayou Marron (Louisiana), 26 januari 1893 - Mamou, 3 oktober 1989) was een van de eerste cajun-muzikanten die platen maakte. Hij speelde viool en accordeon en was een belangrijke inspiratiebron voor cajun-muzikanten. 
McGee kreeg een viool van een familielid, leerde zichzelf spelen en speelde een half jaar later op feesten in het zuidwesten van Louisiana. In 1929 ging hij met violist en zwager Sady Courville naar New Orleans, waar hij in maart en oktober een paar platen opnam, zoals 'Madame Young, Give Me Your Sweetest' (ook bekend als 'Colinda') en 'The Happy One-Step'. Op latere opnames speelde hij met de violisten Ernest Frugé en Amédé Ardoin.
McGee beheerste naast de voor de cajun gebruikelijke dansstijlen de wals en two-step, maar ook de one-step, polka, mazurka, reel, cotillon en bijvoorbeeld de varsovienne. Op zijn repertoire stonden honderden oude cajun-songs.
In de jaren zeventig en tachtig speelde hij met Sady Courville op festivals en concerten. Ook maakte hij voor verschillende Amerikaanse en Franse labels plaatopnamen.

## Discografie (selectie)
- Early Recordings, Morning Star (lp)
- Complete Recordings 1929-1930, Yazoo, 1994 (cd)

- Bibliothèque nationale de France: cb13924436m (data)
- International Standard Name Identifier: 0000 0000 2819 6093
- Library of Congress Control Number: n85244964
- MusicBrainz: 6e5f7e2e-766a-4343-98a1-ef1118630649
- SNAC: w6hm7scs
- Système universitaire de documentation: 118373501
- Virtual International Authority File: 12493674
- WorldCat: E39PBJmxTyBMrDV3WCxv76QTHC